# Stanisława Fiderkiewicz
Stanisława Fiderkiewicz z d. Urbanik pseud. Maria, Stasia (ur. 25 grudnia 1890 w Rzeszowie, zm. 16 marca 1966 w Warszawie) – działaczka socjalistyczna i komunistyczna.

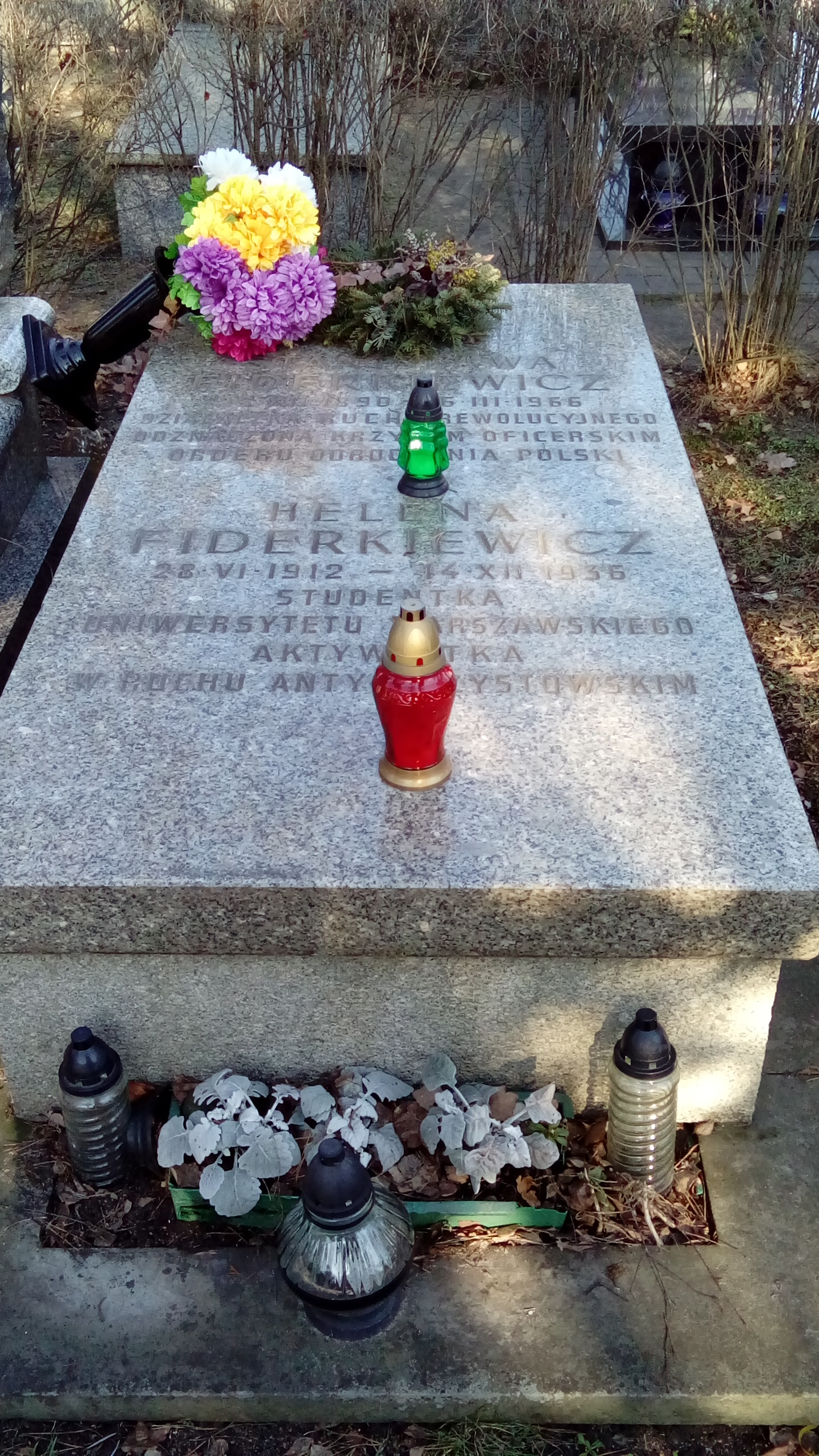
Grób Stanisławy Fiderkiewicz na Cmentarzu Wojskowym na Powązkach

Córka robotnika Józefa, 1904 wraz z rodziną wyjechała do USA, gdzie była robotnicą w fabryce włókienniczej. 1909 wyszła za mąż za Alfreda Fiderkiewicza i wraz z nim współpracowała ze Związkiem Socjalistów Polskich w USA i z Socjalistyczną Partią USA. Brała udział w strajkach i demonstracjach politycznych. Po powrocie do Polski od 1925 współdziałała z NPCh, po rozwiązaniu której w 1927 wstąpiła do KPP. Była aktywna w MOPR. Podczas okupacji działała we współzałożonej przez męża grupie konspiracyjnej "Proletariusz", w styczniu 1942 przeszła z nią do PPR. Po wojnie była działaczką PPR w Krakowie, a od 1948 PZPR. Odznaczona Krzyżem Oficerskim Orderu Odrodzenia Polski. Pochowana na wojskowych Powązkach(kwatera B2-6-28).